# John Mohawk
John Mohawk (ur. 1945  – zm. 13 grudnia 2006) – amerykański historyk, pisarz i działacz społeczny, z pochodzenia Indianin Seneka.
Urodzony w klanie Żółwia Seneków z rezerwatu Cattaraugus w stanie Nowy Jork. Doktor historii, pisarz, publicysta, badacz i wykładowca. Specjalista w dziedzinie rozwoju ekonomicznego i kulturowego przetrwania ludów tubylczych. Irokeski tradycjonalista, działacz społeczny, negocjator w konfliktach lokalnych i międzynarodowych (m.in. podczas konfliktu USA z Iranem w 1980 r.). 
Współzałożyciel kilku organizacji wspierających tubylczych Amerykanów, m.in. Seventh Generation Fund, Indian Law Resource Center i Iroquois White Corn Project. Propagator rewitalizacji tubylczego rolnictwa, zdrowej żywności (np. białej kukurydzy Irokezów) i ruchu "Slow Food". Dziennikarz, wieloletni redaktor i współpracownik pism "Akwesasne Notes", "Daybreak", "Indian Country Today". Dyrektor Centrum Studiów Tubylczych w Centrum Ameryk State University of New York (SUNY) w Buffalo, w stanie Nowy Jork. 
Autor książek: Iroquois Creation Story: John Arthur Gibson and J.N.B. Hewitt's Myth of the Earth Grasper, Utopian Legacies: A History of Conquest and Oppression in the Western World, The Red Buffalo. Współautor: Exiled in the Land of the Free (razem z Orenem Lyonsem) i klasycznej już pracy zbiorowej o współczesnym indiańskim rozumieniu tradycjonalizmu A Basic Call to Consciousness. 
Doktor honoris causa kilku uniwersytetów, laureat nagród dziennikarskich NAJA (Native American Journalism Association). Ojciec i dziadek, nauczyciel i wychowawca kilku pokoleń Indian, ich badaczy i przyjaciół.